# Sexanymphon mirabilis
Sexanymphon mirabilis is een zeespin uit de familie Nymphonidae. De soort behoort tot het geslacht Sexanymphon. Sexanymphon mirabilis werd in 1964 voor het eerst wetenschappelijk beschreven door Hedgpeth & Fry. 